# Onthophagus hirtuosus
Onthophagus hirtuosus là một loài bọ cánh cứng trong họ Bọ hung (Scarabaeidae).